# Werner Kolhörster
Werner Heinrich Gustav Kolhörster, nemški fizik, * 28. december 1887, Schwiebus, Nemško cesarstvo (danes Świebodzin, Poljska), † 5. avgust 1946, München, Nemčija.
Kolhörster je bil pionir na področju raziskovanja kozmičnih žarkov. 

## Življenje in delo
Na Univerzi v Halleju je študiral fiziko.
Med letoma 1913 in 1914 je ponovil Hessov poskus v katerem je s pomočjo balona na nadmorski višini 9 km potrdil Hessovo spoznanje da je jakost ionizacije od kozmičnih žarkov višja na tej višini kot ob morski gladini. To je bil dokaz da ti ionizirani žarki izvirajo zunaj Zemljinega ozračja.
Svoj študij je Kolhörster nadaljeval leta 1914 na Fizikalno-tehniškem cesarskem zavodu (PTR) v Berlinu. Med 1. svetovno vojno je meril elektriko v ozračju v Turčiji. Po vojni je postal učitelj. Leta 1922 je postal član PTR.
Med letoma 1928 in 1929 sta Bothe in Kolhörster s pomočjo Geiger-Müllerjevega detektorja pokazala da so kozmični žarki dejansko nabiti delci. Ker lahko prodrejo Zemljino ozračje pomeni da morajo imeti veliko energijo.
Leta 1930 je Kolhörster ustanovil prvi inštitut za raziskvanje kozmičnih žarkov v Potsdamu z denarno pomočjo Pruske akademije. Leta 1935 je postal predstojnik Inštituta za raziskovanje višinskih žarkov (Institut für Hohenstrahlungsforschung) v Berlin-Dahlemu. Tu je postal tudi redni profesor.
Umrl je v avtomobilski nesreči v Münchnu.

## Priznanja

### Poimenovanja
Po njem se imenuje krater Kolhörster na Luni.
1. 1 2  Brockhaus Enzyklopädie
2. ↑  Munzinger Personen
3. ↑  Храмов Ю. А. Физики — 1983. — С. 138.